# قبله‌نما

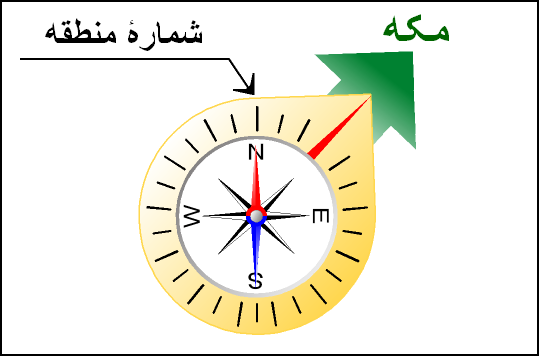
روش کاربرد قبله‌نما

قبله‌نما دستگاهی است که جهت قبله را نشان می‌دهد. معمولاً قبله‌نما بر اساس قطب‌نما ساخته می‌شود.
مسلمان‌ها برای خواندن نمازهای روزانهٔ خود، نیازمند یافتن قبله‌اند. خانهٔ کعبه، در شهر مکه و در کشور عربستان است به همین دلیل مسلمان‌های تمام کشورهای دنیا می‌بایست جهت قبله را بیابند. روش‌های مختلفی برای یافتن این جهت وجود دارد؛ مثل استفاده از نور آفتاب و قبله‌نما. قبله‌نما دستگاهی است که جهت قبله را نشان می‌دهد. معمولاً قبله‌نما بر اساس قطب‌نما ساخته می‌شود. با این تفاوت که به گونه‌ای درجه‌بندی و تنظیم شده‌است که در کنار نشان دادن جهت شمال، جهت قبله را هم نشان می‌دهد. باید گفت که یافتن قبله توسط قبله‌نما به سادگی یافتن شمال و جنوب جغرافیایی نیست. برای قبله، گذشته از برداشتن یک قبله‌نما، به یک جدول هم نیاز داریم که دارای مشخصات شهری باشد که ما در آن هستیم، چون جهت قبله نسبت به جهت شمال، در نقطه‌های مختلف کرهٔ زمین، زاویهٔ یکسانی نمی‌سازد. 
در ایران عبدالرزاق بغایری قبله‌نماهایی ساخته‌است.